# Croton terminalis
Espèce
Classification APG III (2009)
Croton terminalis est une espèce de plantes à fleurs du genre Croton et de la famille des Euphorbiaceae, présente au Brésil (État de Rio de Janeiro).

## Synonyme
- Oxydectes terminalis (Vell.) Kuntze